# مركز جبل القهر
مركز جبل القهر هو مركزٌ سعوديٌ تابعٌ لمحافظة الريث التابعة لمنطقة جازان، في المملكة العربية السعودية. المركز من الفئة (ب)، ورمزه 2368 حسب دليل الترميز الموحد للمناطق الإدارية بالمملكة العربية السعودية.